# 深圳迎春花市
深圳迎春花市是深圳市人民政府及其下轄的區級政府於每年春節前所舉辦的年宵市場活動。
由於2019冠状病毒病疫情持續，2021年深圳迎春花市主會場取消，調整為以街道為單元，合理設置迎春購花點，方便市民就近購花。2023年恢复线下花市，共设1个主会场、10个分会场、350个购花点。

## 地點
深圳市內的迎春花市於1982年開始出現，主要於罗湖区內舉行，自1998年起於愛國路舉行，然而因人潮管理、噪音滋擾及安全風險考量，羅湖區政府於2015年提請於翌年停辦花市，而深圳市政府於2016年起，改於春節前於其他轄區同時舉行花市活動，而政府亦於全市各轄區不同街道上設置「年花年桔售卖点」及「便民服务点」，以提升節日氣氛。深圳市城管局於2018年9月6日發佈《关于2019市级迎春花市选址的说明》，曾一度考慮於原莲花山花卉世界舊址舉行市級迎春花市。
2019年1月8日，深圳市政府宣布2019年1月31日至2月3日期間於深圳會展中心設置迎春花市主會場，設有約500個展位，以售賣年桔、鲜花、盆栽、特色年货等货物，並於花市中引入展覧元素，加插精品花卉展示、舞台及燈光藝術表演活動，而深圳市轄區內之其他迎春花市亦設有類似的活動。

## 參见
- 香港年宵市場、香港花卉展覽